# Acianthera per-dusenii
Acianthera per-dusenii é  uma espécie de orquídea (Orchidaceae) descrita para o Paraná, no Brasil.  É planta pequena, de crescimento reptante a subcespitoso, e folhas lanceoladas, com uma ou duas flores de exterior miudamente pubescentes.
Há alguma confusão sobre a correta identidade desta espécie. Um desenho de Luer baseado no tipo da espécie tem anotado que possivelmente seria um sinônimo da Pleurotthalis renipetala, planta descrita por Barbosa Rodrigues. Barbosa Rodrigues não ilustra esta espécie com detalhes suficientes para esclarecer todas as dúvidas sobre sua identidade. Desta última Cogniaux descreveu, no Flora Brasiliensis, duas variedades que claramente são sinônimos da Acianthera crinita. Assim sendo as três, variedades da P. renipetala acabaram por transformar-se em sinônimos da citada A. crinita.
Pabst, em seu Orchidaceae Brasilienses não considerava que qualquer das três fossem sinônimos. Por outro lado a ilustração que Pabst tem da Acianthera per-dusenii assemelha-se muito mais com uma espécie do Espírito Santo recentemnente descrita como Acianthera maculiglossa, do que com a A. renipetala que Luer desconfia ser sinônimo da A. crinita. Não foi possível obter um cópia da descrição original de Hoehne da A. perdusenii para que se pudessem esclarecer essas dúvidas.

## Publicação e sinônimos
- Acianthera per-dusenii (Hoehne) F.Barros & L.R.S.Guim., Neodiversity 5: 29 (2010).

Sinônimos homotípicos:
- Pleurothallis per-dusenii Hoehne, Bol. Mus. Nac. Rio de Janeiro 12(2): 25 (1936).